# Izraelské osady na Sinajském poloostrově
Izraelské osady na Sinaji (hebrejsky:התנחלויות בסיני -Hitnachlujot be-Sinaj, anglicky: Israeli settlements in Sinai) byla sídla zbudovaná Izraelem na Sinajském poloostrově poté, co tuto oblast okupovala v roce 1967 izraelská armáda během Šestidenní války.

## Geografický a demografický přehled
Celkem zde vzniklo 18 izraelských sídel (a další neoficiální), ve kterých žilo přes 7000 Izraelců. Kromě toho se v této oblasti nacházelo přes 170 vojenských zařízení izraelské armády a průmyslové areály postavené a provozované Izraelci (ropné pole Alma). Izraelské osady na Sinaji se soustřeďovaly do dvou hlavních regionů: na severovýchodní okraj do okolí města Jamit, kde vznikl hustý blok izraelských sídel zvaný Chevel Jamit (חבל ימית), ve kterém v roce 1982 žilo 3000 Izraelců, a dále na pobřeží Akabského zálivu, kde vzniklo několik menších sídel, často s turistickým potenciálem, ve kterých žilo k roku 1982 1500 Izraelců.

## Vystěhování osad a osud jejich obyvatel
Všechny izraelské osady na Sinaji byly vystěhovány do roku 1982, kdy se v rámci Egyptsko-izraelské mírové smlouvy vrátila celá Sinaj pod egyptskou suverenitu. Obce v bloku Chevel Jamit byly většinou zbořeny, zástavba osad podél Akabského zálivu byla zachována a stala se základem zdejšího turistického průmyslu (například dnešní egyptské město Šarm as Šajch).
Mnozí evakuovaní osadníci se pak usadili nedaleko od Sinaje, těsně za izraelsko-egyptskou hranicí. Vyrostly tu pro ně nové zemědělské vesnice jako například Ejn ha-Besor, kam se přesunuly některé rodiny ze zrušených osad Charuvit, Nevi'ot, Sadot, Ugda, Pri'el, Jamit, Dikla, Netiv ha-Asara a Talmej Josef. Některé vysídlené osady na Sinaji jejich obyvatelé přestěhovali a znovu založili ve vlastním Izraeli. To je případ osady Netiv ha-Asara, místo které byl roku 1982 zřízen stejnojmenný mošav Netiv ha-Asara v Izraeli, do kterého přesídlilo z původní sinajské lokality 70 rodin.

## Seznam izraelských osad na Sinaji
Blok osad Chevel Jamit:
- Acmona
- Avšalom
- Dikla
- Charuvit
- Checer Adar
- Cholit
- Jamit
- Ma'oz ha-Jam
- Naot Sinaj
- Netiv ha-Asara
- Nir Avraham
- Pri'el
- Sadot
- Sufa
- Talmej Josef
- Ugda

Osady při Akabském zálivu:
- Di Zahav (dnes Dahab)
- Nevi'ot (dnes Nuweiba)
- Ofira (dnes Šarm as Šajch)

Další osady:
- Nachal Jam
- Šalhevet